# Rhinolophus xinanzhongguoensis
Rhinolophus xinanzhongguoensis (Zhou, Guillén-Servent, Lim, Eger, Wang & Jiang, 2009) è un Pipistrello della famiglia dei Rinolofidi endemico della Cina sud-occidentale.

## Descrizione

### Dimensioni
Pipistrello di medie dimensioni, con la lunghezza della testa e del corpo tra 59 e 70 mm, la lunghezza dell'avambraccio tra 58,7 e 60,4 mm, la lunghezza della coda tra 30 e 39 mm, la lunghezza della tibia tra 23,2 e 25,9 mm, la lunghezza delle orecchie tra 21 e 22 mm e un peso fino a 26 g.

### Aspetto
Le parti dorsali sono marroni opache con la base dei peli chiara mentre le parti ventrali sono più chiare ma con la base dei peli più scura. Le orecchie sono marroni, piccole e semi-trasparenti. La foglia nasale presenta una lancetta astata, con i bordi concavi e l'estremità appuntita, un processo connettivo abbastanza alto e appuntito con il profilo concavo anteriormente e leggermente convesso posteriormente, una sella con i bordi paralleli vicino alla base e che si restringe gradualmente verso l'estremità arrotondata. La porzione anteriore è larga ma non copre completamente il muso. Il labbro inferiore ha tre solchi longitudinali. Le membrane alari sono marroni scure. La coda è lunga ed inclusa completamente nell'ampio uropatagio. Il primo premolare superiore è piccolo e situato fuori la linea alveolare.

## Biologia

### Comportamento
Si rifugia probabilmente all'interno di grotte.

### Alimentazione
Si nutre di insetti.

## Distribuzione e habitat
Questa specie è conosciuta soltanto in tre località delle province cinesi sud-occidentali dello Yunnan sud-occidentale e del Guizhou settentrionale.

## Conservazione
Questa specie, essendo stata scoperta solo recentemente, non è stata sottoposta ancora a nessun criterio di conservazione.